# خاريد بورغيتي
خاريد فرانشيسكو بورغيتي (بالإسبانية: Jared Borgetti) من مواليد 14 أغسطس 1973. لاعب في المنتخب المكسيكي منذ 2001 وهداف المنتخب على مر العصور برصيد 46 هدفا إلى الآن في 89 مباراة. لعب في نادي الاتحاد السعودي الذي انتقل إليه في أغسطس 2006 قادما من نادي نادي بولتون الإنجليزي الذي لعب له 32 مباراة أحرز فيها سبعة أهداف وفي يناير 2007 انتقل إلى نادي .
كروز أزول المكسيكي وفي ديسمبر 2007 انتقل لمصلحة نادي مونتيري المكسيكي
الظهور الأول لبورغيتي كان مع نادي أطلس المكسيكي ولعب له موسمين (1994-1996) وأحرز معه 21 هدف في 63 مباراة. وبعدها انتقل خاريد لصفوف سانتوس لاجوانا المكسيكي وهنا ظهرت موهبته حيث أحرز 173 هدف في 273 مباراة في الفترة بين (1997-2004) التي شهدت انتقاله على سبيل الإعارة مع أندية دورادوس (8 أهداف في 14 مباراة) وانتقل في 2005 لنادي باتشوكا وكانت حصيلته (8 أهداف في 15 مباراة). كان له دور بارز في تأهل منتخب المكسيك لكرة القدم لبطولة كأس العالم لكرة القدم 2006 كما كان هداف تصفيات كأس العالم في جميع القارات.

## الأندية التي لعب لها بورغيتي
- نادي أطلس المكسيكي (63 مباراة 21 هدف)
- نادي سانتوس لاجونا المكسيكي (273 مباراة 173 هدف)
- نادي دورادوس المكسيكي (14 مباراة 8 أهداف)
- نادي باتشوكا المكسيكي (15 مباراة 8 أهداف)
- نادي بولتون الإنجليزي (19 مباراة هدفين)
- نادي الاتحاد السعودي (ثمانية اهداف)
- نادي كروز أزول المكسيكي.
- نادي مونتيري المكسيكي.

## روابط خارجية
- خاريد بورغيتي على موقع الاتحاد الدولي (مؤرشف)  (الإنجليزية)
- خاريد بورغيتي على موقع قاعدة بيانات كرة القدم.إي يو (الإنجليزية)
- خاريد بورغيتي على موقع ناشيونال فوتبول تيمز (الإنجليزية)
- خاريد بورغيتي على موقع عالم كرة القدم.نت (الإنجليزية)
- خاريد بورغيتي على موقع كووورة